# Mitjana aritmètico-geomètrica
En matemàtiques, la mitjana aritmètico-geomètrica (AGM) de dos nombres reals positius x i y es defineix tal com segueix.
Primer calculeu la mitjana aritmètica de x i y i digueu-ne a1. Després calculeu la mitjana geomètrica de x i y i digueu-ne g1; això és l'arrel quadrada del producte xy:
{\displaystyle a_{1}={\frac {x+y}{2}}}
{\displaystyle g_{1}={\sqrt {xy}}}
Llavors itereu l'operació amb a1 en lloc de x i g1 en lloc de y. D'aquesta forma es defineixen dues successions (an) i (gn):
{\displaystyle a_{n+1}={\frac {a_{n}+g_{n}}{2}}}
{\displaystyle g_{n+1}={\sqrt {a_{n}g_{n}}}.}
Aquestes dues successions convergeixen al mateix nombre, el qual és la mitjana aritmètico-geomètrica de x i y; i s'escriu M(x, y), o de vegades agm(x, y).

## Exemple
Per a trobar la mitjana aritmètico-geomètrica de a0 = 24 i g0 = 6, primer es calculen les seves mitjanes aritmètica i geomètrica:
{\displaystyle a_{1}={\frac {24+6}{2}}=15,}
{\displaystyle g_{1}={\sqrt {24\times 6}}=12,}
I llavors s'itera:
{\displaystyle a_{2}={\frac {15+12}{2}}=13.5,}
{\displaystyle g_{2}={\sqrt {15\times 12}}=13.41640786500\dots } etc.
Les primeres quatre iteracions donen els següents resultats:
| n | an                | gn                |
| - | ----------------- | ----------------- |
| 0 | 24                | 6                 |
| 1 | 15                | 12                |
| 2 | 13.5              | 13.41640786500... |
| 3 | 13.45820393250... | 13.45813903099... |
| 4 | 13.45817148175... | 13.45817148171... |
La mitjana aritmètico-geomètrica de 24 i 6 és el límit comú d'aquestes dues successions que és aproximadament 13.45817148173.

## Propietats
M(x, y) és un nombre entre la mitjana geomètrica i l'aritmètica de x i y; en particular està entre x i y.
Si r > 0, llavors M(rx, ry) = r M(x, y).
Hi ha una expressió que permet calcular la M(x,y) sense haver de trobar el límit d'una sèrie:
{\displaystyle \mathrm {M} (x,y)={\frac {\pi }{4}}\cdot {\frac {x+y}{K\left({\frac {x-y}{x+y}}\right)}}}
On K(x) és la integral el·líptica completa de primera classe.
Del recíproc de la mitjana aritmètico-geomètrica d'1 i l'arrel quadrada de 2 se'n diu la constant de Gauss.
{\displaystyle {\frac {1}{\mathrm {M} (1,{\sqrt {2}})}}=G=0.8346268\dots }
En honor de Carl Friedrich Gauss.
La mitjana geomètrico-harmònica es pot calcular emprant un mètode anàleg, a base de fer servir successions de mitjanes geomètriques i harmòniques. També es pot definir de forma similar la mitjana aritmètico-harmònica, però porta al mateix valor que la mitjana geomètrica.

## Implementació en Python
El següent codi exemple en Python calcula la mitjana aritmètico-geomètrica de dos nombres reals positius:
```
from math import sqrt

def avg(a, b, delta=None):
 if None==delta:
 delta=(a+b)/2*1E-10
 if(abs(b-a)>delta):
 return avg((a+b)/2.0, sqrt(a*b), delta)
 else:
 return (a+b)/2.0

```